# 仁睿太后
仁睿太后（인예태후，？—1092年）李氏，仁州人，中書令李子淵之長女。

## 人物简介
李氏入宮後，號延德宮主，高丽文宗六年（1052年）二月，封爲王妃。父李子淵被封爲太尉，母樂浪郡君金氏被封為樂浪郡大夫人。宣宗三年（1086年）二月，冊封爲太后。諸道皆表賀，耽羅也來賀獻方物（特产）。宣宗九年（1092年）九月在西京去世，歸葬於戴陵。
仁睿太后崇奉佛教，創立國淸寺，又願以銀書瑜伽顯揚論，至肅宗时代才完成。高丽仁宗十八年（1138年）四月加謚聖善，高丽高宗四十年（1253年）十月加孝穆。

## 家族
- 曾祖：李許謙
  - 祖父：李翰
    - 父：李子淵（1003－1061）
    - 母：鷄林國大夫人金氏
      - 兄弟：李頲
        - 姪子：李資仁
        - 姪子：李資義
        - 姪女：元信宮主，宣宗妃，漢山侯王昀生母。

      - 兄弟：李頔
      - 兄弟：李碩
        - 姪女：思肅太后，宣宗妃，獻宗生母。

      - 兄弟：李顗
        - 姪子：李資玄
        - 姪子：李資德

      - 兄弟：韶顯，出家。
      - 兄弟：李顥
        - 姪子：李資謙
          - 姪孫女：文敬太后，睿宗妃，仁宗生母。
          - 姪孫女：廢妃李氏，仁宗廢妃。
          - 姪孫女：廢妃李氏，仁宗廢妃。

        - 姪子：李資諒
        - 姪女：長慶宮主，順宗妃。

      - 兄弟：李顓
      - 兄弟：李顔
      - 妹：仁敬賢妃，文宗後宮。
        - 外甥：朝鮮公王燾
        - 外甥：扶餘公王㸂
        - 外甥：辰韓公王愉

      - 妹：仁節賢妃，文宗後宮。
      - 夫：高丽文宗
        - 子：高丽順宗
        - 子：高丽宣宗
          - 孫：高麗獻宗
          - 孫：漢山侯 王昀
          - 孫女：敬和王后，睿宗妃。

        - 子：高丽肅宗
          - 孫：高麗睿宗
            - 曾孫：高麗仁宗

        - 子：大覺國師 王煦
        - 子：常安公 王琇
        - 子：道生僧統 王竀
        - 子：金官侯 王㶨
        - 子：卞韓侯 王愔
        - 子：樂浪侯 王忱
        - 子：聰惠首座 王璟
        - 女：積慶宮主
        - 女：保寧宮主

    - 叔父：李子祥
      - 堂兄弟：李預
        - 堂姪：李公壽
        - 堂姪女：貞信賢妃，宣宗元妃，敬和王后生母。

      - 堂兄弟：李䫨

  - 姑祖母：安孝國太夫人李氏，李翰之妹，金殷傅之妻，德宗、靖宗與文宗的外祖母。

## 附註
1. 1 2  《高麗史88卷-列傳1-后妃1》，郑麟趾